# Бротей (син на Тантал)
Вижте пояснителната страница за други значения на Бротей.
Бротей (на старогръцки: Βροτέας) е по Страбон цар на Лидия от династията на Танталидите.
Бротей е син на Тантал и океанидата Диона, или на Еврианаса (дъщеря на речния бог Пактол).
Брат е на Ниоба и Пелопс. Според Павзаний той е баща на Тантал Младши, първият съпруг на Клитемнестра.
Според Аполодор той е ловец и не зачита обаче богинята на лова Артемида и се хвалил, че огънят няма да го изгори, полудял и се хвърля в огъня и изгорял.